# Rebellion (bài hát)
"Rebellion" là một bài hát của ban nhạc rock người Mỹ Linkin Park. Bài hát ban đầu được ban nhạc thu âm cho album phòng thu thứ 6 của họ, The Hunting Party, làm bài hát thứ 8 trong album. Bài hát có sự góp mặt của nghệ sĩ đa nhạc cụ người Mỹ gốc Armenia Daron Malakian từ ban nhạc rock System of a Down. Trong bài hát ông là người chơi guitar bổ sung. Bài hát được phát hành làm đĩa đơn chính thức thứ 4 của The Hunting Party vào ngày 4 tháng 6 năm 2014 và sau đó được phát sóng trên đài phát thanh nhạc rock của Mỹ vào ngày 13 tháng 10 năm 2014.

## Biên soạn
Trong một bản đánh giá xem trước album của Rolling Stone, bài hát được đánh giá: "'Rebellion' sử dụng đoạn riff và trống nhanh như búa bổ để phân chia sự khác biệt giữa chúng, và chúng cùng nhau đua tới đoạn điệp khúc. Trong một bản đánh giá xem trước khác cho album của AltWire, nó được mô tả là "về mặt âm hưởng tương tự như System of a Down thời kỳ Toxicity với âm thanh ghita đặc trưng của Daron Malakian được anh ta thể hiện đầy đủ trong đoạn riff guitar nốt thứ mười sáu nhanh chóng mặt phía sau giọng hát chính của Mike Shinoda, và nó chỉ dừng lại trong giây lát khi Chester Bennington cầm lấy micro hát câu "we are the fortunate ones, imitations of rebellion"." 

## Video âm nhạc
Một video lời bài hát đã được phát hành vào ngày 3 tháng 6 năm 2014. Video, giống như video lời bài hát từ đĩa đơn trước đó của họ là "Wastelands", có chữ trắng trên nền đen đơn giản và tuyến tính với các hiệu ứng đặc biệt được thêm vào lời bài hát.
Vào tháng 12 năm 2015, Mike Shinoda nói rằng ông rất muốn thực hiện một video âm nhạc cho "Rebellion". Tuy nhiên, ông cảm thấy rằng nó tốn quá nhiều tiền và mất quá nhiều thời gian, và ông tin rằng đã đến lúc chuyển sang album tiếp theo.

## Biểu diễn trực tiếp
"Rebellion" ra mắt tại Carnivores Tour, cùng với Thirty Seconds to Mars. Tại hai buổi biểu diễn, Daron Malakian cùng ban nhạc chơi guitar. Bài hát đã bị xóa khỏi tất cả danh sách nhạc trong Tour diễn Bắc Mỹ năm 2015, nhưng Linkin Park đã mang nó trở lại trong lễ hội của họ vào mùa hè năm 2015.
Năm 2017, bài hát trở lại tại buổi hòa nhạc tưởng niệm Linkin Park and Friends: Celebrate Life in Honor of Chester Bennington tại Hollywood Bowl. Daron Malakian xuất hiện một lần nữa để chơi guitar và hát các phần của Chester Bennington. Thành viên ban nhạc System of a Down là Shavo Odadjian chơi bass, và Frank Zummo của Sum 41 chơi trống. Tuy nhiên, Brad Delson, Dave Farrell và Rob Bourdon đã không biểu diễn trong suốt bài hát.

## Đón nhận
Trong một bài đánh giá từng ca khúc của Billboard, bài hát đã nhận được phản hồi tích cực và được giải thích là "Sau một đoạn riff mở bài chua chát - có thể cũng là phần guitar dữ dội nhất trong đĩa nhạc - Linkin Park một lần nữa khoe mẽ món vũ khí Euro-metal hạng nặng của họ và gây bất ngờ cho chúng tôi bằng thứ nhạc Trung cổ... dù bài hát nói về sự tức giận của người Mỹ và họ không thực sự có lý do để nổi dậy, ban nhạc chơi với sự khẩn trương của những kẻ nổi dậy. "  Tạp chí Sound and Motion đã trích dẫn đoạn bridge là điểm nhấn của bài hát và tuyên bố "Với tiếng guitar và trống nặng nề, ca khúc này nghe giống với thứ âm nhạc lần đầu tiên đưa Linkin Park lên ánh đèn sân khấu khiến nhiều người hâm mộ trung thành phải ngây ngất." 

## Danh sách ca khúc
| Tải xuống kỹ thuật số | Tải xuống kỹ thuật số                | Tải xuống kỹ thuật số      | Tải xuống kỹ thuật số    | Tải xuống kỹ thuật số |
| STT                   | Nhan đề                              | Sáng tác                   | Nhà sản xuất             | Thời lượng            |
| --------------------- | ------------------------------------ | -------------------------- | ------------------------ | --------------------- |
| 1.                    | "Rebellion" (hợp tác Daron Malakian) | Linkin Park Daron Malakian | Brad Delson Mike Shinoda | 3:44                  |

## Nhân sự
Linkin Park
- Chester Bennington - hát
- Rob Bourdon - trống, bộ gõ
- Brad Delson - guitar
- Dave "Phoenix" Farrell - guitar bass
- Joe Hahn - bàn xoay, sampling, lập trình
- Mike Shinoda - hát, guitar, đàn organ

Nhạc sĩ bổ sung
- Daron Malakian - guitar bổ sung

## Xếp hạng
| Bảng xếp hạng (2014)                      | Vị trí cao nhất |
| ----------------------------------------- | --------------- |
| Pháp (SNEP)                               | 83              |
| UK Rock & Metal (Official Charts Company) | 13              |
| Hoa Kỳ Hot Rock Songs (Billboard)         | 21              |
| US Mainstream Rock (Billboard)            | 15              |

## Lịch sử phát hành
| Khu vực  | Ngày                      | Định dạng                       | Hãng đĩa     |
| -------- | ------------------------- | ------------------------------- | ------------ |
| Thế giới | Ngày 4 tháng 6 năm 2014   | Tải xuống kỹ thuật số           | Warner Bros. |
| Hoa Kỳ   | Ngày 13 tháng 10 năm 2014 | Đài phát thanh nhạc active rock | Warner Bros. |